# Olivia Cattan
Pour les articles homonymes, voir Cattan.
Olivia Cattan, née en 1967, est une journaliste, écrivaine et militante associative française, présidente des associations SOS autisme France et Paroles de femmes.

## Biographie
Olivia Cattan naît en 1967,,. 
Elle fonde l’association Paroles de Femmes (à ce titre, elle reçoit le témoignage de Tristane Banon) et préside l'association SOS autisme.
Son troisième enfant est diagnostiqué autiste à l'âge de cinq ans. Elle devient alors son auxiliaire de vie scolaire pendant deux ans. Elle s'installe ensuite en Israël, où son enfant est aidé au  centre Feuerstein,[source secondaire souhaitée].
En février 2014, elle accuse « l'État français de négligence et de maltraitance vis-à-vis des enfants autistes » dans son livre D'un monde à l'autre. Elle accompagne la campagne Je suis autiste et alors ! dont l'objectif est de lutter contre les clichés et discriminations. Elle écrit les textes de l'exposition Autiste et alors.
Fin octobre 2015, elle dénonce les propos de David Pujadas, qui avait déclaré « Nous l'avons entendue. Nous ne sommes pas autistes » au sujet de la recommandation du Conseil supérieur de l'audiovisuel de modifier un programme.
En avril 2016 elle dénonce l'inaction du gouvernement et lui adresse un manifeste de dix propositions visant à combler « des décennies de retard » sur l'autisme. 
En 2019, Olivia Cattan alerte l'ANSM (qui saisit le procureur de la République) au sujet des pratiques consistant à traiter des enfants autistes en utilisant des médicaments anti-infectieux et des chélateurs de métaux lourds, des médicaments qui, selon l'ANSM, n’ont pas prouvé leur efficacité et dont l'utilisation est risquée.  
Elle publie, le 24 septembre 2020, aux éditions du Cherche Midi, Le Livre noir de l’autisme dans lequel elle dénonce tous les traitements alternatifs testés de façon illégale sur les enfants autistes ainsi que les charlatans qui prétendent guérir l'autisme. 
Elle est annoncée comme candidate aux élections législatives de 2017 pour le mouvement La France insoumise, mais ne figure finalement pas dans le rapport du comité électoral du mouvement.

## Publications
- avec Kenza Braiga, Deux femmes en colère : juive ou musulmane, citoyennes et libres, Éditions Ramsay, 2006, 251 p. (ISBN 978-2-84114-767-0) - Essai
- avec La Femme, la République et le Bon Dieu : la place des femmes dans la société est-elle menacée par les religions ?, Presses de la Renaissance, 2008, 286 p. (ISBN 978-2-7509-0370-1) - Essai
- Kabbalah esperanto, Édition Bruno Leprince, 2011 (ISBN 978-2-916333-85-4) - Roman ésotérique.
- D'un monde à l'autre, Le combat d'une mère pour son fils autiste, éditions Max Milo, 2014, 285 p. (ISBN 978-2-315-00492-8) - Essai[22]
- Identités contraires, Roman Thriller psychologique, Editions Chopin, 2017.
- Autiste et Alors, Éditions Max Milo, photos Yann Arthus-Bertrand, Nikos Aliagas.
- Le livre noir de l'autisme; Éditions du Cherche Midi, 2020. Essai[23]
- Olivia Cattan, L'école de la discorde : enquête sur l'inclusion scolaire, éditions Max Milo, août 2021 (ISBN 978-2-315-01000-4 et 2-315-01000-4, OCLC 1272928465, lire en ligne)

## Distinctions
- 2009: chevalier des palmes académiques[24]
- 2012: médaille du Bien public pour ses travaux sur la cause des femmes et l’autisme[25],[26].
- 2017: médailles des Arts et des Lettres[27].